# Paraseverinia finoti
Paraseverinia finoti är en bönsyrseart som beskrevs av Lucien Chopard 1943. Paraseverinia finoti ingår i släktet Paraseverinia och familjen Mantidae. Inga underarter finns listade i Catalogue of Life.